# 葛云飞故居
葛雲飛故居是中國清代定海總兵葛雲飛出生、成長和接受教育的地方，也是現今進行愛國主義教育以及緬懷先烈之重要場所。該建築位於中華人民共和國浙江省杭州市蕭山區進化鎮山頭埠村（今又名雲飛村），為典型江南民居與宗祠建築，並在2005年3月併入葛雲飛墓而成為浙江省文物保護單位。
葛雲飛故居由宮保第和葛氏宗祠兩部分組成：其中宮保第建於清代，為葛雲飛誕生之地，現時仍用作民居。該建築坐西向東，為面闊五間並帶南北廂樓各兩間的二層樓屋。而葛氏宗祠則建於清代中晚期（1644年），佔地面積共755平方米，乃葛雲飛幼時讀書之處，現時成為葛雲飛紀念館。該建築坐西向東，由面闊三間的門廳、面闊五間的正廳和南北廂樓組成。從2003年開始，蕭山區文物管理委員會、中國共產黨進化鎮委員會以及進化鎮人民政府牽頭對葛氏宗祠進行修繕與維護工程，總投資額達到人民幣60萬元，並得到社會各界人士捐款以及鎮政府撥出專項資金以示支持。